# Sphaerophallus micropterus
Sphaerophallus micropterus är en insektsart som beskrevs av Marius Descamps 1971. Sphaerophallus micropterus ingår i släktet Sphaerophallus och familjen Euschmidtiidae. Inga underarter finns listade i Catalogue of Life.